# 高岩寺
高岩寺（こうがんじ）は、東京都豊島区巣鴨にある曹洞宗の寺院。
山号は萬頂山。本尊は地蔵菩薩（延命地蔵）。一般にはとげぬき地蔵の通称で知られる。

## 歴史
慶長元年（1596年）、扶岳太助が江戸神田湯島に創建。のちに下谷屏風坂（現：岩倉高等学校）に移る。
1891年（明治24年）、巣鴨に移転。1945年（昭和20年）、東京大空襲で建物を全焼し、現本堂は1957年（昭和32年）に再建されたものである。

### とげぬき地蔵の由来
江戸時代、武士の田付又四郎の妻が病に苦しみ、死に瀕していた。又四郎が、夢枕に立った地蔵菩薩のお告げにしたがい、地蔵の姿を印じた紙1万枚を川に流すと、その効験あってか妻の病が回復したという。これが寺で配布している「御影」の始まりであるとされる。
その後、毛利家の女中が針を誤飲した際、地蔵菩薩の御影を飲み込んだ所、針を吐き出すことができ、吐き出した御影に針が刺さっていたという伝承もあり、「とげぬき地蔵」の通称はこれに由来する。そこから他の病気の治癒改善にも利益（りやく）があるとされ、現在に到るまでその利益を求めて高齢者を中心に参拝者が絶えない。
林英夫は「巣鴨の地蔵といえば、昔は真性寺の六地蔵をさしたが、今は高岩寺のとげぬき地蔵の方が有名である」と指摘している。

## 境内

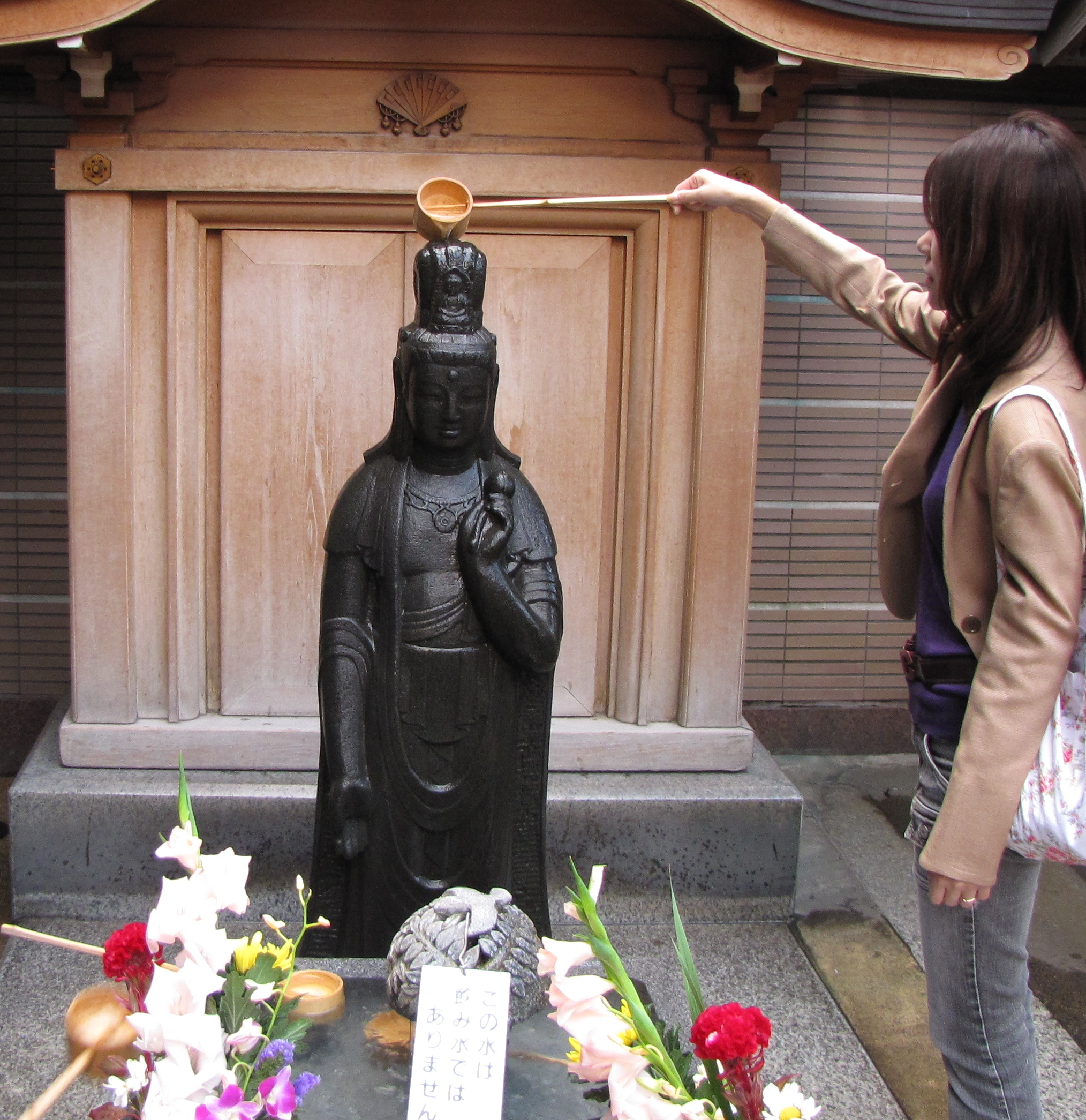
洗い観音像

### 本堂
1957年（昭和32年）の建立。鉄筋コンクリート造。設計は東北大学教授の横山秀哉。2009年（平成21年）1月、国の登録有形文化財に登録された。

### 本尊
本尊の地蔵菩薩像（延命地蔵）は秘仏につき非公開である。本尊の姿を刷った御影（おみかげ、縦4センチメートル、横1.5センチメートルの和紙に地蔵菩薩立像が描かれている）に祈願・またはその札を水などと共に飲むなどしても、病気平癒に効験があるとされる。「巣鴨のお地蔵様」として信仰されている。

### 洗い観音
境内に立つ石造の聖観音（しょうかんのん）像で「洗い観音」と通称される。自身の治癒したい部分に相応する観音像の部分を洗う、または濡れタオルで拭くと利益があるという。かつては像の表面をタオルでなくたわしで擦っていたため、摩耗が激しく、2代目の像が製作された。現在の像は1992年（平成4年）に奉納されたもので、彫刻家・八柳尚樹の作。

## 行事
- 縁日 - 毎月4の付く日。特に1月、5月、9月の24日は例大祭で、普段より多くの人が参詣する。
- 2月3日 - 節分会 厄除けの祈祷（芸能人が豆まきをする）

## 交通アクセス
- JR山手線・都営地下鉄三田線巣鴨駅（山手線は正面口、三田線はA3出口）から徒歩5分。

駅前の国道17号（白山通り）を板橋方面へ進み、とげぬき地蔵入口交差点で斜め左に曲がり、旧中山道（巣鴨地蔵通り商店街）を進むと右手にある。
- 都電荒川線庚申塚停留場から徒歩7分。

新庚申塚停留場側で荒川線と平面交差している旧中山道を右に進むと左手にある。
- 都営バス（草63・草64）とげぬき地蔵前停留所下車徒歩1分。
- 遠方から自家用車で参拝する場合は首都高速5号池袋線護国寺出入口より約5分、または首都高速中央環状線新板橋出口より約3分。

護国寺出入口からは、出口に接する都道437号秋葉原雑司ヶ谷線（不忍通り）を右へ進み、千石一丁目交差点を左折し国道17号（白山通り）を西巣鴨方面へ進み、巣鴨駅を越える左手にある。
新板橋出口からは高架下の国道17号（中山道）を日本橋方向へ巣鴨駅手前まで進むと右手にある。
駐車場はないため周辺のコインパーキングに駐める必要があるほか、旧中山道の当寺院周辺付近は時間帯によっては車両が入れなくなる。

## ギャラリー

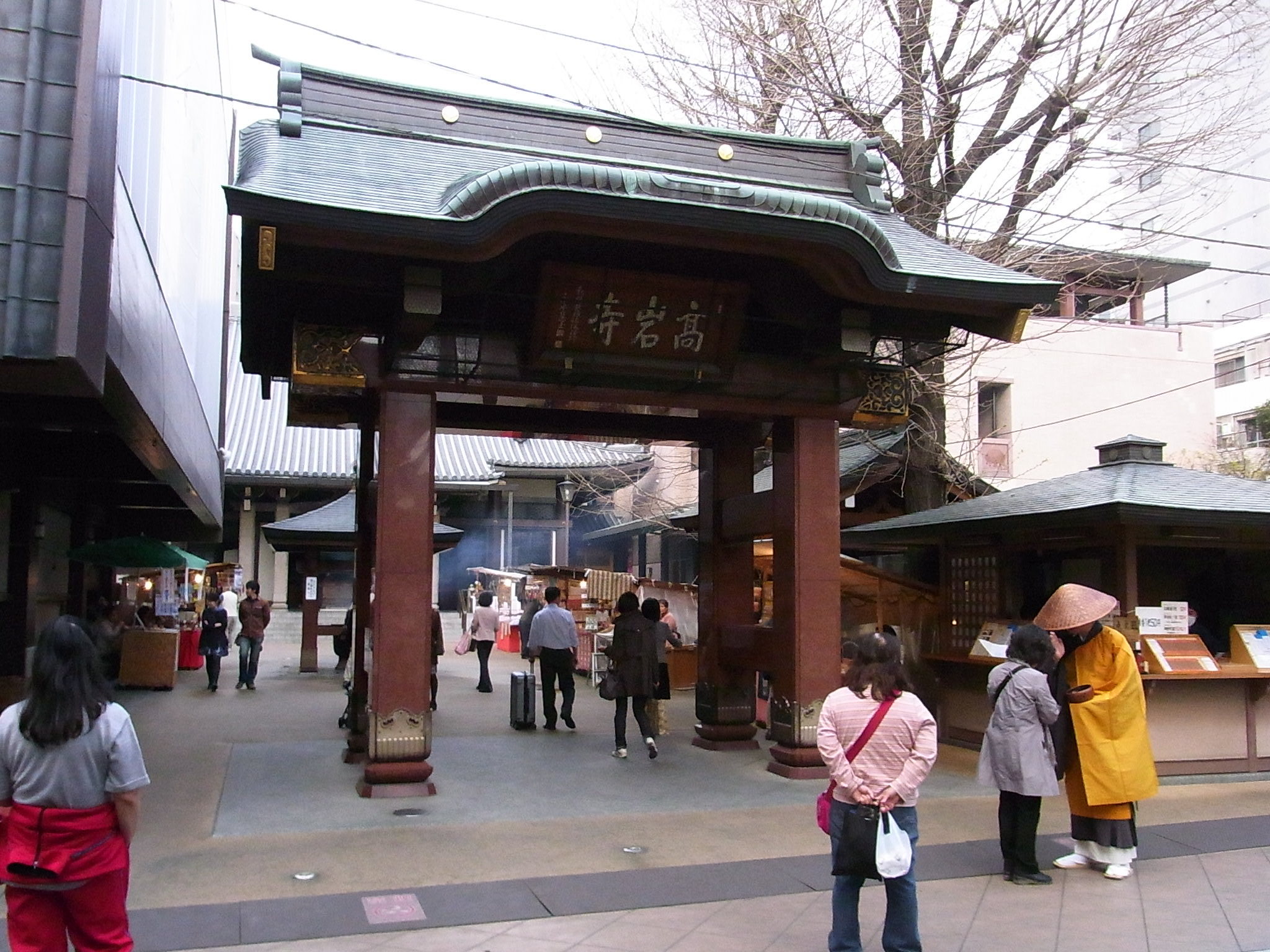
山門（2011年4月11日撮影）
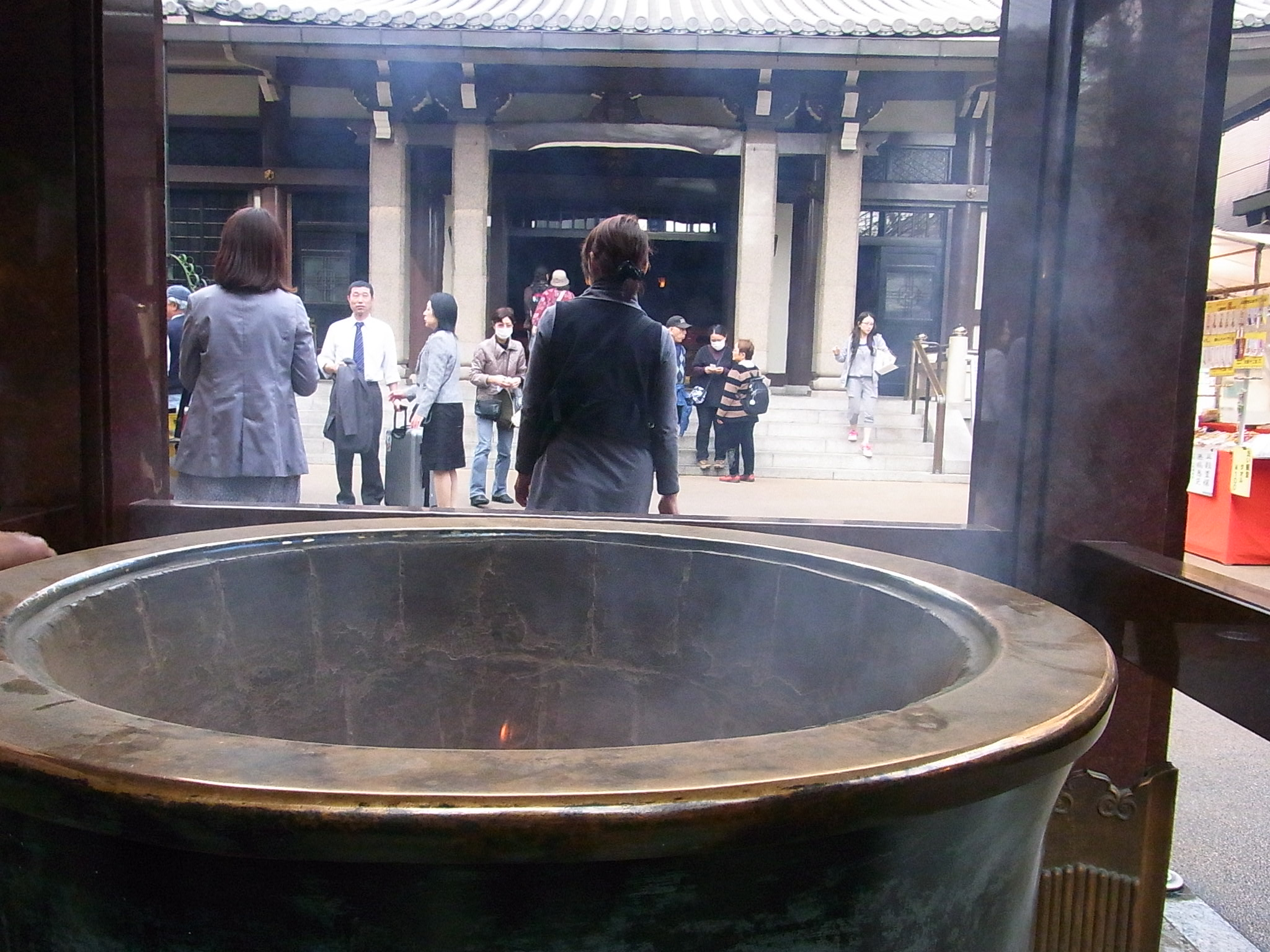
参道（2011年4月11日撮影）
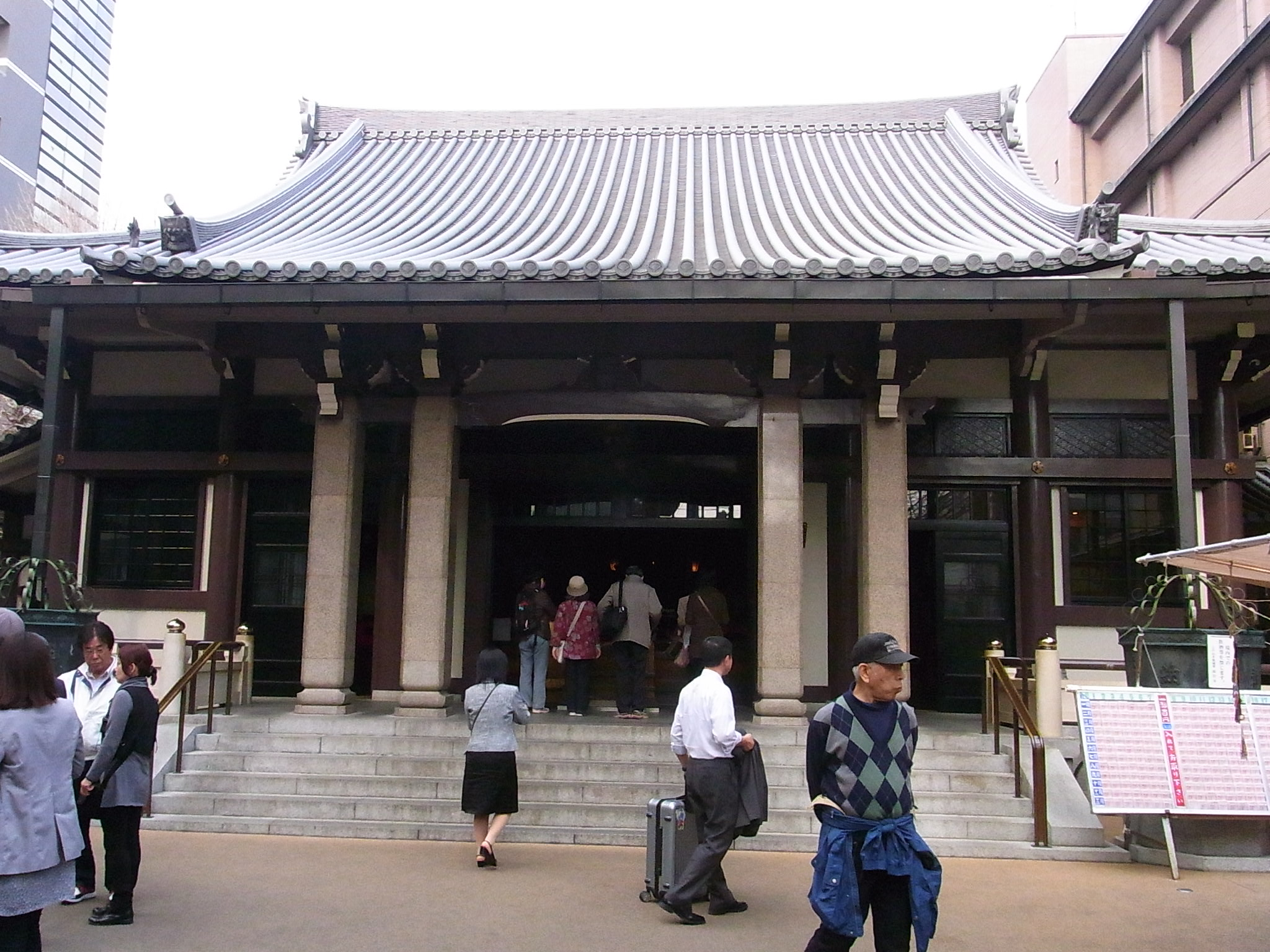
本堂（2011年4月11日撮影）

## 巣鴨地蔵通り商店街

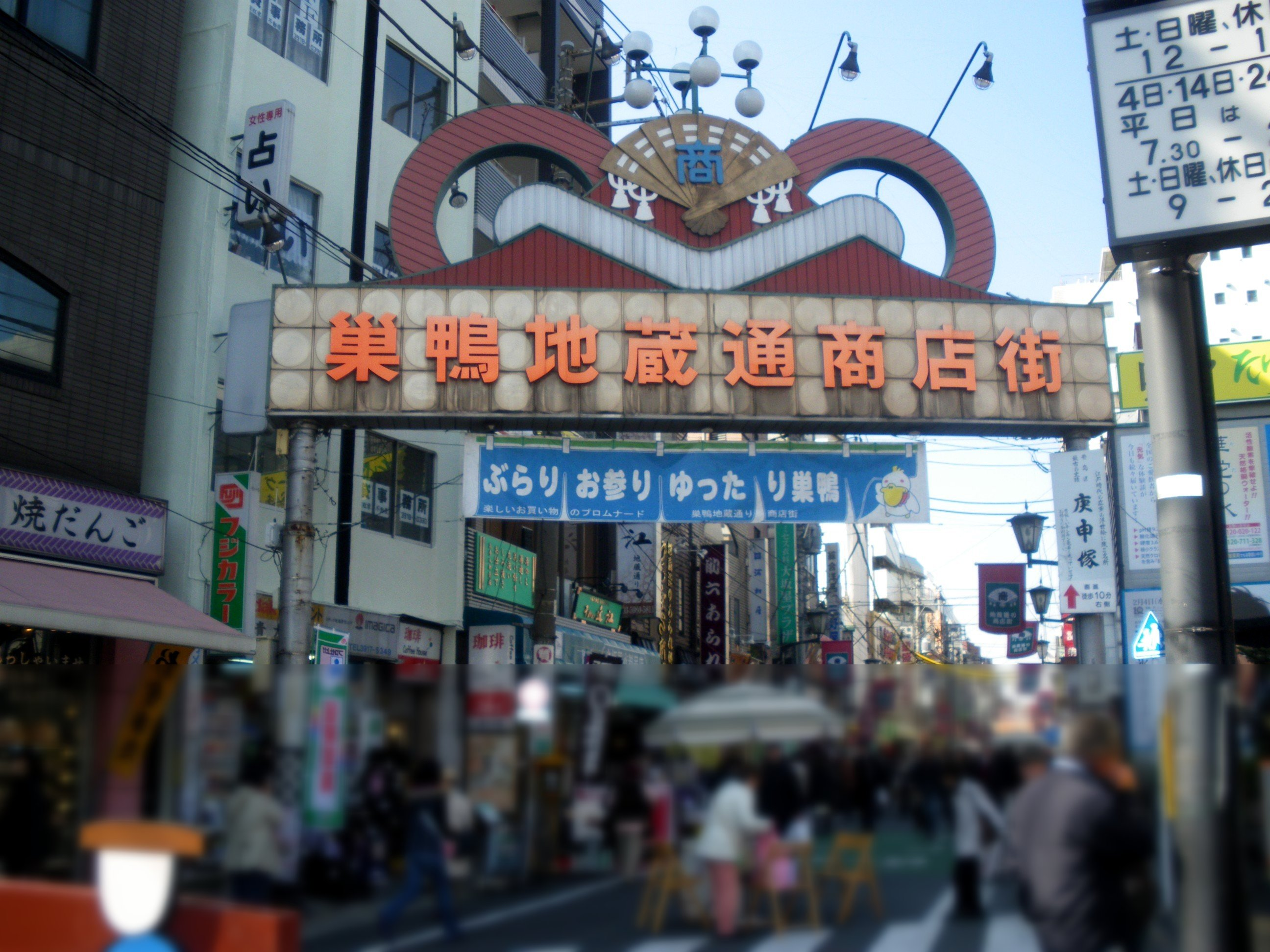
商店街の様子（2009年）

高岩寺の門前町。巣鴨駅から都電荒川線庚申塚停留場までの道路沿いに、約800メートルにわたって広がる商店街である。
元は中山道の一部で、幹線道路として巣鴨駅前を通る国道17号がバイパスとして設置されたことで、現在の道路行政としての名称は「旧中山道」となっている。ただし、国道17号の通称が「中山道」となっているのは西巣鴨交差点以北で、同交差点以南は無名または別の通称で呼ばれ、当寺院周辺では上述のように「白山通り」と呼ばれている（しかし、とげぬき地蔵入口交差点の北側にある歩道橋には「中山道」と書かれている）。歩行者が多いこともあって、自動車は巣鴨駅方向からの一方通行となっており、時間帯によっては自動車の通行自体が制限されている。女性の高齢者が多く訪れることから、「おばあちゃんの原宿」と呼ばれる。
商店街は、寺院の門前での出店のほか、甘味処、食事処、和菓子屋、高齢者向けの洋品店、衣料品店など高齢者を意識した店舗が多い。参拝客にとっては、そこでの買い物や食事を楽しむことも、目的の1つとなっている。高齢者に配慮して路上禁煙や自動体外式除細動器（AED）設置などが実施されているほか、地元の巣鴨信用金庫が休憩所やトイレを無料開放している。この商店街で知り合い、友人になった高齢者を「がもとも」と呼ぶ。
2019年（平成31年）から2021年（令和3年）にかけて電線類地中化が行われた。これに伴い、商店街入口のシンボルアーチも交換となり、新アーチには変圧器が内蔵された。